# Knut Bleicher
Knut Bleicher (* 22. April 1929 in Berlin; † 13. Januar 2017 in Hamburg) war ein deutscher Wirtschaftswissenschaftler.

## Leben
Knut Bleicher studierte Betriebswirtschaftslehre an der FU Berlin von 1949 bis 1952, danach war er Assistent und Habilitand bei Erich Kosiol. Von 1966 bis 1984 war er Professor an der Justus-Liebig-Universität Gießen, von 1984 bis zu seiner Emeritierung im Jahr 1994 Professor an der Universität St. Gallen, von 2004 bis 2009 Beiratspräsident und wissenschaftlicher Leiter der St. Galler Business School und 2005 Mitbegründer der Gesellschaft für Integriertes Management in St. Gallen.
Zudem war Bleicher Hauptschriftleiter der Zeitschrift für Organisation und war außerdem Ehrenmitglied der Gesellschaft für Organisation. Sein Buch Das Konzept Integriertes Management ist ein Standardwerk moderner Managementlehre und ist seit 1991 in 9 Auflagen erschienen (9. Auflage 2017).
Der von Knut Bleicher und Kollegen der Universität St. Gallen entwickelte ganzheitliche Ansatz des St. Galler Management Konzepts hat das Denken und Handeln zahlreicher Manager nachhaltig beeinflusst. Führungskräfte finden hier einen Gestaltungsrahmen für die Zukunftssicherung ihrer Firma, der es ihnen ermöglichen soll, sämtliche Unternehmensaktivitäten in ein Gesamtkonzept zu integrieren.

## Auszeichnungen
- 1995: Ehrendoktorwürde der Indiana University
- 1997: Ehrendoktorwürde der Universität Siegen
- 2008: Ehrendoktorwürde der Wirtschaftsuniversität Krakau

## Schriften (Auswahl)
- Knut Bleicher, Christian Abegglen: Das Konzept Integriertes Management. Visionen – Missionen – Programme. 9., überarbeitete und aktualisierte  Auflage. Campus Verlag, Frankfurt/New York 2017, ISBN 978-3-593-50599-2 (714 S.).
- Normatives Management: Politik, Verfassung und Philosophie des Unternehmens (St. Galler Management-Konzept; Bd. 5), Campus, Frankfurt/Main/New York 1994, ISBN 3-593-35069-6
- Organisation: Strategien – Strukturen – Kulturen, Gabler, Wiesbaden 1991, 2., vollständig neu bearbeitete und erweiterte Auflage, ISBN 978-3-322-82919-1
- Christian Abegglen (Hrsg.): Management im Wandel. Meilensteine der Entwicklung eines integrierten Managements. Gesammelte Schriften von Knut Bleicher in sechs Bänden. Swiridoff, Künzelsau 2005, ISBN 978-3-89929-052-3.